# باچ‌آلماش
باچ‌آلماش (مجاری: Báchalmás;کرواتی: Aljmaš؛آلمانی: Almasch) یک منطقهٔ مسکونی در مجارستان است که در ناحیه باچ‌آلماش واقع شده‌است و ۱۰۸٫۳۲ کیلومتر مربع مساحت و ۷٬۱۹۰ نفر جمعیت دارد.

## خواهرخوانده
شهرهای بورسه و باکنانگ خواهرخوانده‌های باچ‌آلماش هستند.